# Autologisme
 (août 2021).
Si vous disposez d'ouvrages ou d'articles de référence ou si vous connaissez des sites web de qualité traitant du thème abordé ici, merci de compléter l'article en donnant les références utiles à sa vérifiabilité et en les liant à la section « Notes et références ».
L'autologisme est la propriété d'une phrase, d’un syntagme ou d’un mot qui se décrit lui-même ; à l'inverse, s'il ne correspond pas à sa propre définition, il est dit hétérologique. 
Ces notions sont inventées par le professeur Kurt Grelling (en), qui les fait découvrir à ses élèves lors d'un cours sur les différentes sortes d'adjectifs. Lorsque le professeur a fini son exposé, les élèves, intrigués, commencent à se demander si le mot « hétérologique » était lui-même autologique ou hétérologique.

## Paradoxe de Grelling-Nelson
Le paradoxe de Grelling-Nelson est un paradoxe sémantique formulé en 1908 par Kurt Grelling et Leonard Nelson, et parfois attribué par erreur au philosophe et mathématicien allemand Hermann Weyl. Il est alors appelé paradoxe de Weyl, mais aussi paradoxe de Grelling.
Est nommé hétérologique un mot qui ne se décrit pas lui-même. Par exemple : « long » est un mot hétérologique en ceci qu'il n'est pas « long ».
Ainsi selon cette définition, le mot « hétérologique » est hétérologique si et seulement s’il ne l'est pas.
Ce paradoxe est semblable à celui du menteur. Il repose toutefois sur un usage plus explicite de l'argument diagonal.
Toute classification binaire par un discriminateur donné crée automatiquement quatre classes dont quelques-unes peuvent être vides :
- le discriminateur répond positivement (« court » est autologique)
- le discriminateur répond négativement (« long » n'est pas autologique)
- le discriminateur ne peut répondre parce qu'on est en dehors de son domaine de définition (un substantif ou un verbe ne sera ni autologique, ni hétérologique, sauf cas particulier comme le mot « existe », qui existe)
- le discriminateur ne peut répondre pour certains opérandes, pour des raisons cette fois-ci sémantiques et non syntaxiques. Ceux-ci sont donc à exclure de son domaine de définition (comme le 0 en dénominateur pour l'opération de division).

## Caractère extrinsèque et intrinsèque
D'un point de vue strictement sémantique, l'autologisme, en tant qu'il résulte de la propriété d'un mot se décrivant lui-même, doit être compris comme un caractère intrinsèque au mot. Autrement dit, est autologique tout mot qui se définit lui-même[pas clair]. Ainsi, les mots français, court, masculin ou encore monosémique sont autologiques. À l'inverse, est hétérologique tout mot dont la définition ne peut s'appliquer à ce dernier.
Un mot peut appartenir aux deux catégories, c'est-à-dire être autologique et hétérologique, mais cela suppose une extension de la notion d'autologisme. Ainsi, un mot qui n'est pas intrinsèquement autologique pourra cependant l'être en raison de circonstances particulières.
Le mot intrus peut être considéré comme extrinsèquement autologique. En effet, ce mot n'est pas intrinsèquement autologique, puisqu'il ne correspond pas à sa propre définition. Néanmoins, il est autologique dans la liste suivante : « écrit, lisible, polysyllabique, singulier, intrus, substantif, mot, traduisible, prononçable », puisque sa présence en fait un intrus dans ladite liste (les autres mots sont intrinsèquement autologiques, ce qu'il n'est pas).
Force est de constater que certains mots ne sont autologiques ou hétérologiques qu'en raison d'un consensus. Ainsi, pour la doctrine majoritaire, le mot bizarroïde est considéré comme autologique, cela relève d'une appréciation de l'originalité du mot, mais rien n'empêche de le considérer comme hétérologique. À l'inverse, à titre d'exemple, les mots laid ou beau ne sont pas considérés par la doctrine comme autologiques, ce qui relève encore une fois d'une appréciation subjective. De même, le mot court est aux yeux de la majorité de la population autologique, contrairement au mot long : le fondement de cette classification est la longueur moyenne des mots fréquemment utilisés en français.
En outre, le paroxysme de l'extension de la notion d'autologisme consiste à considérer comme autologiques des mots qui n'existent pas. Ainsi, le mot erronné est majoritairement jugé autologique. Cela repose sur des critères d'existence d'un mot mal orthographié (en l'occurrence, erroné). Sur ce fondement, des dérives sont à craindre, encore faut-il que le mot devenu autologique à cause d'une erreur d'écriture soit fortement usité (lllooonnnggg deviendrait autologique).
Le mot horizontal est autologique, contrairement au mot vertical, hétérologique. Mais tous deux peuvent changer de catégorie (à condition d'adopter une autre méthode de lecture) :
devient hétérologique ;
devient autologique.
Les mots couleurs peuvent aussi être autologiques ou hétérologiques : noir/noir ; bleu/bleu ; vert/vert. Cependant, le mot orange soulève un problème particulier : il ne correspond pas (ou pas entièrement) à sa définition, il peut donc être considéré comme hétérologique. Il est possible aussi de considérer que le simple fait qu'il soit partiellement orange suffit à le classer comme autologique. Pour contourner le problème, certains[Qui ?] proposent d'introduire les notions de semi-autologique et semi-hétérologique.
Le mot lu pose lui aussi un problème de classification. En effet, tant qu'il n'a pas été lu, il est hétérologique. "Au bout de cette phrase se trouve le mot dont l'appartenance à l'une des catégories est débattue : il n'est pas autologique tant qu'il n'a pas été lu. Il l'est à présent." 

## Exemples
- Premier exemple
- Noir
- Courbé
- Deux mots
- Ereur
- Pentasyllabique
- Nom
- Français
- Intelligible
- Court
- Trois courts mots
- Lu
- Vu
- Mot
- Ringard
- Désuet
- Prononçable
- Visible
- Horizontale
- Verlan
- Has-been
- Abscons
- Emordnilap